# Mimosa orthocarpa
Mimosa orthocarpa är en ärtväxtart som beskrevs av George Bentham. Mimosa orthocarpa ingår i släktet mimosor, och familjen ärtväxter. Inga underarter finns listade i Catalogue of Life.